# Damião Barbosa de Araújo
Damião Barbosa de Araújo (Isola di Itaparica, 27 settembre 1778 – Salvador, 20 aprile 1856) è stato un violinista e compositore brasiliano.

## Biografia
Figlio del calzolaio e musico dilettante Francisco Barbosa de Araújo, ricevette il primo apprendimento musicale dal padre e poi studiò con Alexandre Gonçalves da Fonseca. Diventò un talentuoso violinista, e suonò nell'antico Teatro Guadalupe di Salvador, in rappresentazioni di commedie di Antônio José da Silva, detto o Judeu. A 18 anni entrò nel 1º Reggimento di Linea di Salvador come soldato musico. Si esibì più volte dinanzi a Giovanni VI, quando il principe reggente arrivò in città nel 1808.
Si trasferì a Rio de Janeiro al seguito della famiglia reale, con l'incarico di capo e compositore della banda della Brigata Reale della Marina, oltre a esibirsi con il corpo musicale della Real Cappella e anche della Real Camera, gruppo che aveva sede nel Palácio da Quinta da Boa Vista e che eseguiva musica per l'intrattenimento privato del principe, ma è probabile che queste rappresentazioni fossero sporadiche e non contratto stabili e remunerati. Negli anni 1810 fece domanda per ottenere incarichi o una pensione per alleviare "l'indigenza e la disgrazia in cui vive e per assistere la sua povera famiglia", e nel 1817 dichiarò di essersi esibito "sia nella Cappella sia nella Real Camera senz'altra obbligazione che l'obbedienza di vassallo, e l'amore del cittadino". Nel 1818 fu nominato successore come maestro di cappella della Cattedrale di Salvador del suo vecchio maestro Alexandre da Fonseca  dopo la morte di quest'ultimo, esentandolo dall'obbligo di essere sacerdote previsto per questo incarico. Nel 1821 un'altra petizione evidenzia che era ancora in una situazione difficile: sua moglie era una malata cronica e la sua arte gli forniva scarsi mezzi di sussistenza; chiedeva perciò di essere nominato in un posto ad Alfândega da Bahia, ove voleva trasferirsi. A Rio de Janeiro divenne anche membro della Confraternita di Santa Cecilia, entrò in contatto con i celebri compositori José Maurício Nunes Garcia e Marcos Portugal, e una messa da lui composta fu eseguita alla Quinta nel 1817.
Nel 1828 era di nuovo a Salvador, ove compose un Te Deum ed era maestro di cappella della Cattedrale. Tra il 1833 e il 1835 suonò nelle feste di Sant'Elisabetta organizzate dal Terz'ordine di San Francesco. Nel 1835 un giornale di Rio de Janeiro annunziò la rappresentazione di "una nuova sinfonia dell'abile professor Damião, ben conosciuto in questa capitale per le sue ammirabili composizioni", e nel 1848 offrì un Te Deum a Pietro II. Fu sposato con Silvéria Maria da Conceição, da cui ebbe diversi figli.

## Composizioni
La maggior parte della sua opera è musica vocale sacra, ma si dedicò anche alla musica strumentale con quartetti e ouverture, compose arie e duetti, cori per il teatro, marce militari e pezzi per generi più popolari come la modinha, il lundu e il valzer. Molte delle sue composizioni andarono perdute, fra cui cinque delle sue sette ouverture e un'opera buffa, A Intriga Amorosa, che forse non fu mai rappresentata: sopravvivono in totale una ventina di sue composizioni, fra le quali la più celebre è il Memento Baiano per coro e orchestra. 
Notevoli sono il Requiem per quattro voci e orchestra, i due Te Deum (un per quattro voci e organo e l'altro per coro e orchestra), e la 4ª Messa per quattro voci e orchestra. Le sue opere circolarono per varie città brasiliane nella sua epoca ed erano molte apprezzate. La critica del tempo lo considera come il principale maestro di Salvador della sua generazione. Secondo il musicologo Jaime Diniz, fu "senza dubbio una delle figure più complete della storia musicale di Salvador".